# نيلسون كابريرا
نيلسون كابريرا (بالإسبانية: Nelson Cabrera)‏ (18 يوليو 1967 بكانلونيس في الأوروغواي - ) هو لاعب كرة قدم أوروغواني في مركز الدفاع. شارك مع منتخب الأوروغواي لكرة القدم. أما مع النوادي، فقد لعب مع إستوديانتيس دي لا بلاتا ورامبلا جونيورز ونادي دانوبيو.

## وصلات خارجية
- نيلسون كابريرا على موقع الاتحاد الدولي (مؤرشف)  (الإنجليزية)
- نيلسون كابريرا على موقع قاعدة بيانات كرة القدم.إي يو (الإنجليزية)
- نيلسون كابريرا على موقع ناشيونال فوتبول تيمز (الإنجليزية)